# ديتر يونغ
ديتر يونغ (بالألمانية: Dieter Jung)‏ هو مبارز بالسيف ألماني، ولد في 10 أكتوبر 1940 في فورتسبورغ في ألمانيا.

## وصلات خارجية
- ديتر يونغ على موقع أوليمبيديا (الإنجليزية)